# Maia Guenova
Maia Guenova i Corbadzijska (Sandanski, Bulgària, el 1946). Ha dedicat la seva carrera de traductora a donar a conèixer la literatura catalana al seu país, Bulgària. Va començar l'any 1981 publicant contes de Pere Calders, Mercè Rodoreda, Salvador Espriu, Manuel de Pedrolo, Montserrat Roig i Joan Rendé, entre d'altres, a la premsa cultural, obrint així el camí per la publicació de llibres. També publicà entrevistes amb el crític literari Àlex Broch i el dramaturg Josep M. Benet i Jornet sobre la literatura catalana a la revista cultural búlgara de màxima difusió, LIK. L'any acadèmic 1983-1984, impartí un curs de català al departament de Filologia Hispànica de la Universitat de Sofia. És membre de la Unió dels Traductors de Bulgària.
Llicenciada en Filologia hispànica per la Universitat de Sofia Sant Climent d'Ohrida. Va estudiar el curs predoctoral de literatura catalana 1994-1996 a la Universitat de Barcelona. Ha participat en la Universitat Catalana d'Estiu de Prada de Conflent el 1990 i 1991 com a lectora i hi ha impartint conferències sobre el començament del procés de canvis en el camp de la cultura de Bulgària i alguns països de l'est després de la caiguda del mur de Berlín. Aquesta experiència, molt emotiva i enriquidora, li ha aportat un coneixement importantíssim de la realitat catalana. Des de 1994 viu a Catalunya i actualment exerceix de traductora freelance.